# Entre-Deux
Entre-Deux ist eine französische Gemeinde im Inneren des Übersee-Départements La Réunion.
Sie war bis zu dessen Auflösung 2015 der Hauptort des Kantons Entre-Deux und gehört seither zum Saint-Louis-2 im Arrondissement Saint-Pierre und hat 7115 Einwohner (Stand 1. Januar 2022).

## Geographie
Die Gemeinde liegt im Inneren der Insel Réunion zwischen den beiden Zuflüssen des Rivière Saint-Étienne: dem Bras de Cilaos im Westen und dem Bras de la Plaine im Osten. Diese Lage gab dem Ort auch seinen Namen (eigentlich Entre-Deux-Bras, dt. zwischen zwei (Fluss-)Armen).
Sie grenzt an die Nachbargemeinden Cilaos, Saint-Benoît, Saint-Louis, Saint-Pierre und Le Tampon.

## Geschichte und Verwaltung
- 1839 wird das Gebiet der heutigen Gemeinde die 5. Sektion von St. Pierre
- 1882 Gründung der Gemeinde Entre-Deux
- Bürgermeister ist seit 2001 Bachil Moussa Valy

## Demographie
| Jahr      | 1967  | 1974  | 1981  | 1990  | 1999  | 2006  | 2009  |
| --------- | ----- | ----- | ----- | ----- | ----- | ----- | ----- |
| Einwohner | 3 723 | 3 745 | 3 705 | 4 260 | 5 170 | 5 713 | 6 176 |

## Einrichtungen
Es gibt in der Gemeinde das Collège Le Dimitile, mit 412 Schülern und Schülerinnen. Darüber hinaus besteht im Ort die katholische Kirche  St-Vincent-de-Paul. Vor dem Rathaus der Gemeinde steht das an die Sklaverei erinnernde Denkmal Mémorial aux esclaves.